# Redacted
Pour plus de détails, voir Fiche technique et Distribution.
Redacted est un film américano-canadien écrit et réalisé par Brian De Palma et sorti en 2007. Il a été présenté en avant-première à la Mostra de Venise 2007 où il obtient le Lion d'argent du réalisateur.
Le film, tourné en Jordanie sous la forme d'un faux documentaire, traite de la guerre d'Irak et revient sur des faits réels tels que les enlèvements, les attentats suicides aux barrages ou encore le viol d'une fillette irakienne en mars 2006 par des soldats américains qui tuent ensuite ses parents et sa petite sœur.
En anglais, « to redact » signifie « éditer » ou « rendre propre à la publication ». Éditer une image ou un document consiste à supprimer ou censurer toute information personnelle. Les documents autour de la guerre publiés dans les médias sont souvent victimes de ce procédé.

## Synopsis
En avril 2006, un petit groupe de soldats américains sont en poste à un point de contrôle de Samarra en Irak. La succession de leurs points de vue différents permet de confronter l'expérience de ces jeunes soldats sous pression, avec ceux de journalistes ou collaborateurs des médias, des relations avec la communauté irakienne locale… Tout cela dans le but de faire la lumière sur les conséquences désastreuses du conflit actuel.

## Fiche technique
Sauf indication contraire, les informations mentionnées dans cette section peuvent être confirmées par la base de données cinématographiques IMDb,  présente dans la section « Liens externes ».
- Titre original et français : Redacted
- Titre québécois : Redacted, revu et corrigé
- Réalisation et scénario : Brian De Palma
- Direction artistique : Michael Diner
- Décors : Phillip Barker et Rana Abboot
- Costumes : Jamila Aladdin
- Photographie : Jonathon Cliff
- Montage : Bill Pankow
- Production : Mark Cuban, Jason Kliot, Simone Urdl, Joana Vicente et Jennifer Weiss
- Sociétés de production : The Film Farm et HDNet Films
- Sociétés de distribution : Magnolia Pictures (États-Unis), TFM Distribution (France)
- Budget : 5 millions de dollars
- Format : 1.85:1 - Dolby
- Langues originales : anglais, français, arabe, allemand
- Pays de production :  États-Unis,  Canada
- Genre : guerre, drame, faux documentaire
- Durée : 90 minutes
- Dates de sortie[1] :
  - Italie : 31 août 2007 (Mostra de Venise 2007)
  - États-Unis : 16 novembre 2007 (sortie limitée)
  - France : 20 février 2008
  - Belgique : 27 février 2008

## Distribution
- Izzy Diaz : PFC. Angel Salazar
- Rob Devaney : Lawyer McCoy
- Kel O'Neill : Gabe Blix
- Ty Jones : MSG. Jim Sweet
- Daniel Stewart Sherman (VF : Pascal Casanova) : SPC B. B. Rush
- Patrick Carroll (VF : Benjamin Pascal) : PFC. Reno Flake
- Mike Figueroa : sergent Vazques
- Zahra Zubaidi : Fahra (Abeer Qaasim Hamza)
- Paul O'Brien : le père Barton
- Francois Caillaud : le pote de McCoy dans le bar
- Eric Anderson : le commandant du bataillon
- Shatha Haddad : une journaliste
- Ohad Knoller : le psychiatre de l'armée
- Abigail Savage : une adolescente

## Production

### Genèse et développement
La société HDnet Films contacte Brian De Palma durant le festival international du film de Toronto 2006 et lui propose de réaliser un film budgeté à 5 millions de dollars, tourné exclusivement avec caméras numériques haute définition. Le réalisateur explique : « J'ai répondu que cela m'intéresserait si je pouvais trouver un sujet qui gagnerait à être traité par ce média. J'ai lu un article sur un incident qui a eu lieu pendant la guerre en Irak au cours duquel des soldats de l'armée américaine auraient violé une adolescente de 14 ans, massacré sa famille, lui auraient tiré dans la figure et auraient brûlé son corps. Comment ces jeunes hommes avaient-ils pu en arriver là ? Pour essayer de trouver des réponses, j'ai lu des blogs de soldats, des livres, j'ai regardé des films amateurs tournés par des soldats en vidéo pendant la guerre, j'ai surfé sur leurs sites, regardé leurs contributions sur YouTube. Tout y était et tout était en vidéo »,.

### Tournage
Le film a été tourné à Amman en Jordanie en seulement 18 jours. Cela a été rendu possible par l'utilisation exclusive de caméras numériques HD.
Le réalisateur a fait répéter les acteurs longuement pour ce film, jusqu'au point où ils auraient même pu « jouer les scènes à l'envers. » Il estime que la structure même du film exigeait qu'ils aient répété jusqu'à ce qu'ils soient épuisés. De très nombreuses prises sont tournées, notamment dans la scène où ils jouent au poker.

## Accueil
Le film est présenté en avant-première à la Mostra de Venise 2007, puis au Festival international du film de Toronto, au Festival du nouveau cinéma de Montréal, au New York Film Festival et à l'Independent Film Festival de Buenos Aires. Le film sort d'abord en Espagne, puis connait une sortie limitée aux États-Unis (15 salles) le 16 novembre 2007.
Le film est peu apprécié par la critique aux États-Unis, où on lui reproche de faire de la propagande anti-américaine: le film fera un échec au box-office. Les critiques sont plus enthousiastes en France : le film est encensé par les Cahiers du cinéma, Chronic'art et Les Inrockuptibles. Il est même classé premier dans le "Top ten 2008" des journalistes des Cahiers du cinéma.

## Distinctions
- Mostra de Venise 2007 : Lion d'argent du réalisateur pour Brian De Palma et Future Film Festival Digital Award
- Festival Amnesty International 2008 : Prix du jury jeunesse

## Commentaire
Ce film est considéré par le réalisateur comme le « prolongement » de l'un de ses précédents films, Outrages, un film de guerre sorti en 1989. Il explique cette sorte de répétition : « Les Français ont appris les leçons de leur guerre d'Indochine. Nous autres Américains n'en avons finalement pas été capables avec notre guerre du Viêt Nam. Courageusement, vous n'avez pas marché dans les pas de George Bush. Et pour cela, on s'est livré dans mon pays au French Bashing. Toutes les personnes qui étaient soupçonnées d'être contre la guerre étaient considérées comme anti-patriotiques. On disait alors que ces personnes étaient comme la vieille Europe, usée et fatiguée. Ce sont les termes même de Donald Rumsfeld ».
À la suite de son rôle dans ce film, l'actrice irakienne Zahra Zubaidi incarnant Fahra, de son vrai nom Abeer Qasim Hamza, victime de viol et de meurtre par les quatre soldats américains, a été victime de menaces de mort par sa propre famille, ses amis et voisins. Sa participation au film est d'après eux pornographique.
L'artiste Taryn Simon a décidé d'en faire une œuvre violente (utilisant l'image du film de Brian De Palma) et très documentée, témoignant  des conséquences de ce film sur la vie de Zahra Zubaidi, avec 3 textes remis à jour (2008, 2009, 2011).
L'actrice a dû s'enfuir aux États-Unis où elle a demandé l'asile politique, qu'elle a obtenu en 2011, au même moment où le film était montré à la Biennale de Venise.